# Guanosine diphosphate
Pour les articles homonymes, voir GDP.
La guanosine diphosphate, abrégée en GDP, est un nucléotide. C'est une coenzyme de transfert de groupements phosphate. Elle résulte de l'hydrolyse de la GTP. Le groupement phosphate libéré peut être transféré sur une protéine.